# طليب بن عمير
طُلَيْب بن عُمَيْر (المتوفي سنة 13 هـ) صحابي بدري من السابقين إِلى الإِسلام، وهو ابن أروى بنت عبد المطلب عمة النبي محمد ﷺ، هاجر إلى الحبشة ثم إلى المدينة المنورة، وشارك مع النبي محمد ﷺ في غزوة بدر، وقُتل في معركة أجنادين.

## سيرته
كان طليب بن عمير بن وهب بن أبي كثير بن عبد بن قصيّ القرشي من السابقين إلى الإسلام، حيث أسلم والنبي محمد ﷺ يدعو في دار الأرقم، ودعا أمه أروى بنت عبد المطلب عمة النبي محمد ﷺ، فأسلمت. قيل إن طليبًا أول من أراق دمًا في الإسلام دفاعًا عن النبي محمد ﷺ، حين سمع عوف بن صبرة السهمي، وقيل أبا إهاب بن عزيز الدارمي يشتم النبي محمد ﷺ، فأخذ له لحي جمل فضربه فشجّه، فعوتبت أمه أروى في ذلك، فأنشدت:
هاجر طليب بعد ذلك إلى الحبشة، ثم عاد فهاجر إلى يثرب، ونزل على عبد الله بن سلمة العجلاني، وآخى النبي محمد ﷺ بينه وبين المنذر بن عمرو السّاعديّ. شهد طليب مع النبي محمد ﷺ غزوة بدر، ثم شارك بعد وفاة النبي محمد ﷺ في الفتح الإسلامي للشام، وقُتل في معركة أجنادين في جمادى الآخر سنة 13 هـ، وعمره 35 سنة، ولم يكن له عقب. وقيل بل كان مقتله في معركة اليرموك.